# Hedbergellinae
Hedbergellinae es una subfamilia de foraminíferos planctónicos de la familia Hedbergellidae, de la superfamilia Rotaliporoidea, del suborden Globigerinina y del orden Globigerinida. Su rango cronoestratigráfico abarca desde el Hauteriviense (Cretácico inferior) hasta el Maastrichtiense (Cretácico superior).

## Discusión
Clasificaciones posteriores han incluido Hedbergellinae en la superfamilia Globigerinoidea.

## Clasificación
Hedbergellinae incluye a los siguientes géneros:
- Asterohedbergella †
- Costellagerina †
- Hedbergella †
- Loeblichella †
- Planohedbergella †, también considerado en la Subfamilia Brittonellinae
- Whiteinella †, también considerado en la Subfamilia Brittonellinae

Otros géneros considerados en Hedbergellinae son:
- Bollitruncana †
- Brittonella †, considerado sinónimo posterior de Hedbergella
- Fingeria †, considerado sinónimo posterior de Whiteinella
- Hebergellita †, considerado sinónimo posterior de Whiteinella
- Hedbergina †, aceptado como Hedbergella
- Hillsella †, considerado sinónimo posterior de Hedbergella
- Liuella †, sustituido por Liuenella
- Liuenella †, aceptado como Hedbergella
- Muricohedbergella †
- Paracostellagerina †, considerado sinónimo posterior de Costellagerina
- Planohedbergella †
- Planogyrina †, considerado sinónimo posterior de Hedbergella
- Praeglobigerina †, invalidado
- Trochogerina †
- Wondersella †, también considerado en la subfamilia Praehedbergellinae